# Гудон (Болцано)
Гудон је насеље у Италији у округу Болцано, региону Трентино-Јужни Тирол.
Према процени из 2011. у насељу је живело 395 становника. Насеље се налази на надморској висини од 718 м.